# Fotografie abstractă

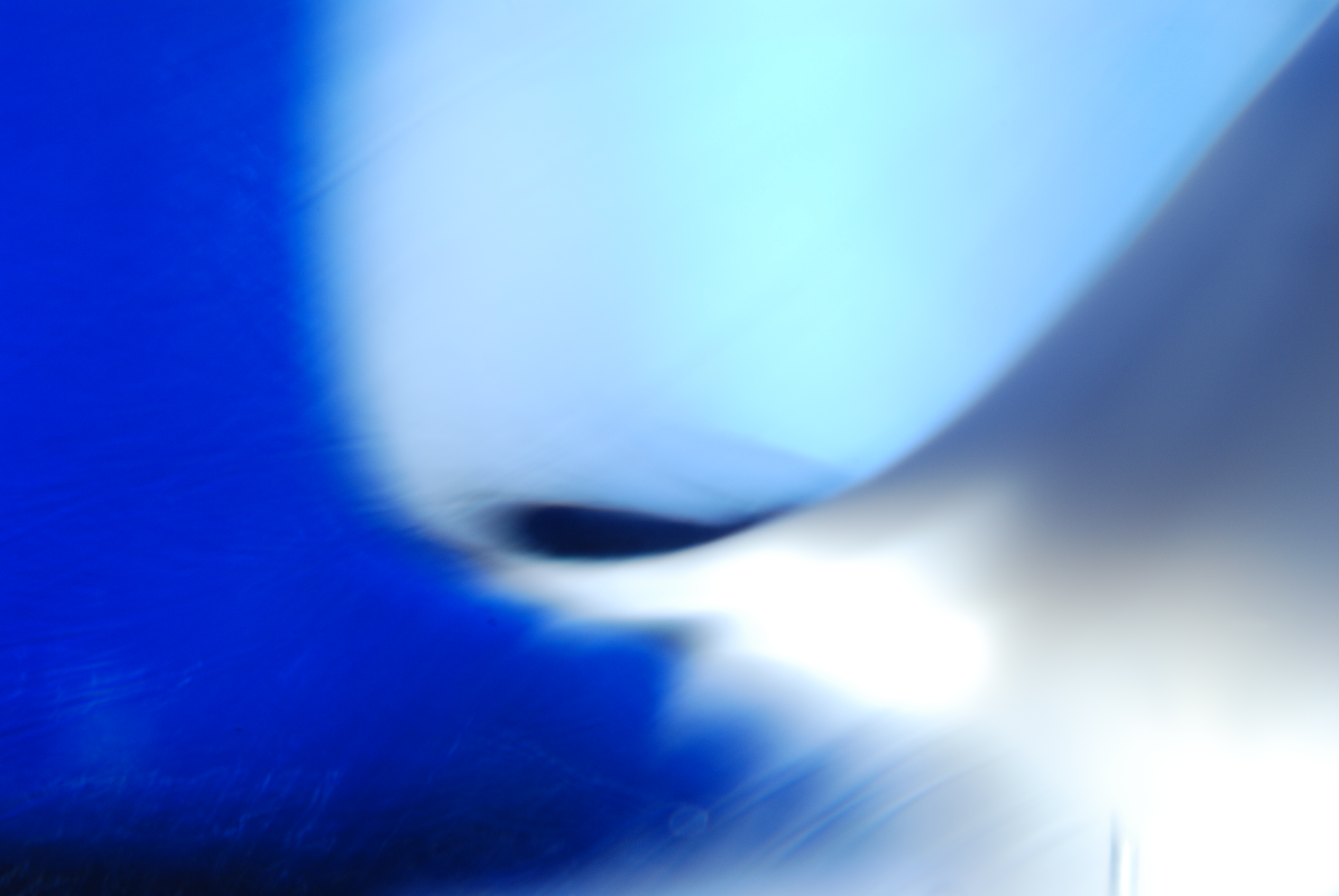
Această fotografie macroscopică nu oferă informații despre natura obiectului

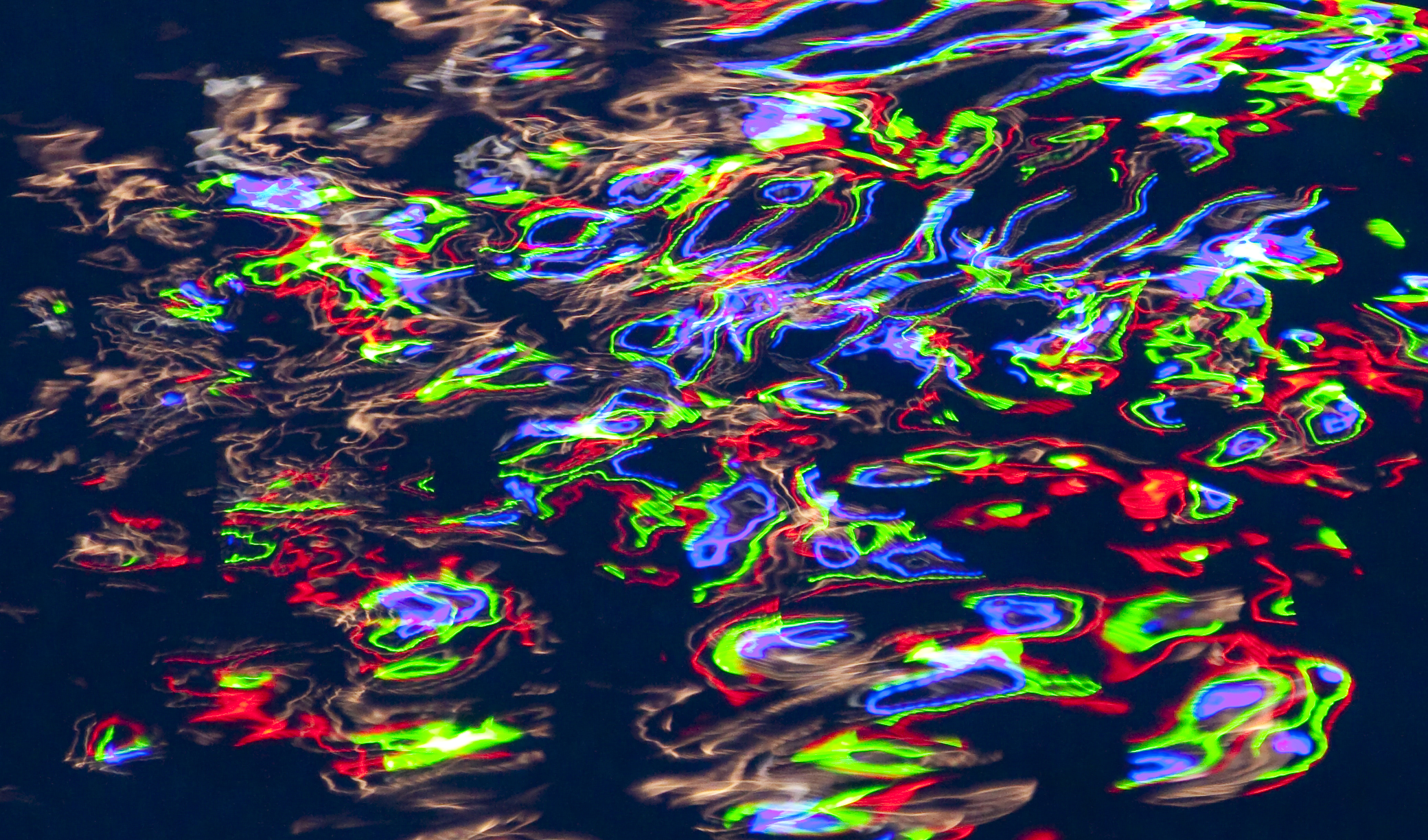
Reflexia și mișcarea se combină ca o scenă pentru ca lumina să devină abstractă

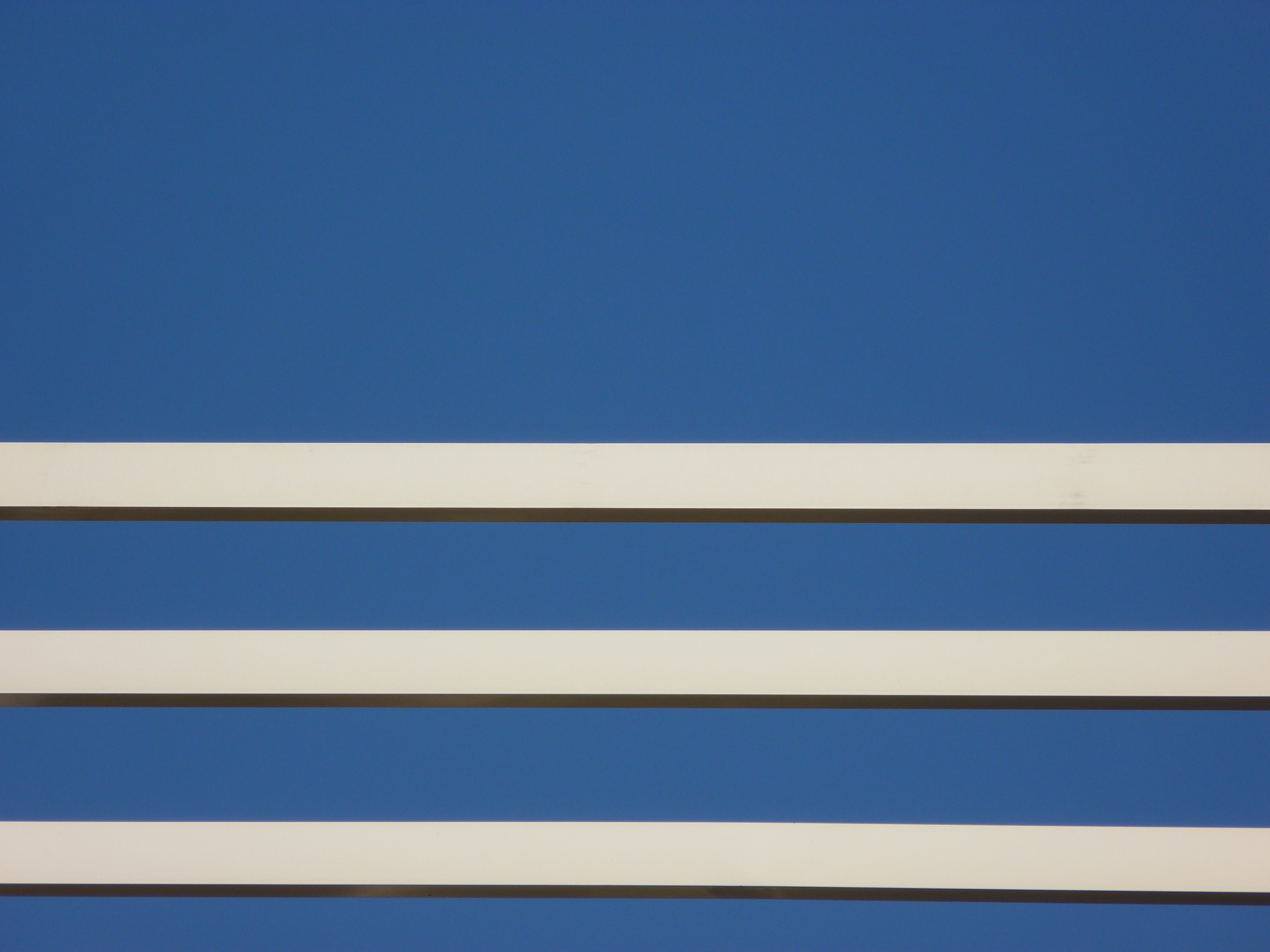
Tipul acestei structuri nu este redat

Fotografia abstractă, numită uneori și fotografie non-obiectivă, experimentală sau conceptuală, este o modalitate de redare a unei imagini vizuale care nu are o asociere imediată cu lumea fizică și care a fost creată prin utilizarea de echipamente, procese sau materiale fotografice. O fotografie abstractă poate izola un fragment dintr-o scenă naturală pentru a ascunde contextul inerent de privitor, poate fi aranjată în mod intenționat pentru a crea un aspect aparent ireal folosind obiecte reale sau poate implica utilizarea de culori, lumini, umbre, texturi, forme pentru a transmite un sentiment, o senzație sau o impresie. Imaginea poate fi produsă folosind echipamente fotografice tradiționale, precum o cameră de fotografiat, o cameră întunecată sau un calculator, sau poate fi creată fără a utiliza o cameră prin manipularea directă a filmului, hârtiei sau a altor suporturi fotografice, inclusiv prezentări digitale.

## Definiție
Nu există o definiție folosită în mod obișnuit pentru termenul „fotografie abstractă”. Cărțile și articolele despre acest subiect includ explicații de la o imagine complet reprezentativă a unui subiect abstract, precum fotografiile lui Aaron Siskind⁠(d) cu vopsea jupită, până la imagini în întregime non-reprezentative create fără aparat de fotografiat sau film, precum cele fabricate de Marco Breuer⁠(d) cu tipărituri și cărți. Termenul include o gamă largă de reprezentări vizuale și este explicit în clasificarea unui tip de fotografie vizibil ambiguă prin natura sa.
Mulți fotografi, critici, istorici de artă și alții au scris sau vorbit despre fotografia abstractă fără a încerca să formalizeze un sens specific. În 1916, Alvin Langdon Coburn⁠(d) a propus organizarea unei expoziții cu titlul „Fotografie abstractă”, pentru care formularul de înscriere ar indica clar că „nu va fi admisă nicio lucrare în care interesul subiectului este mai mare decât aprecierea extraordinarului”. Expoziția propusă nu a avut loc, dar Coburn a creat ulterior câteva fotografii distinct abstracte.
În eseul său Photographic Psychology: Image and Psyche, fotograful și profesorul de psihologie John Suler⁠(d) a spus că „O fotografie abstractă se îndepărtează de ceea ce este realist sau literal. Se îndepărtează de aparențele naturale și de subiecții recognoscibili din lumea reală. Unii oameni spun chiar că se îndepărtează de adevăratul sens, existență și realitatea în sine. Se deosebește de întregul concret, cu scopul său, în funcție de semnificația conceptuală și forma intrinsecă. . . . Iată testul acidului: dacă te uiți la o fotografie și există o voce în tine care spune «Ce este?»... Ei bine, iată. Este o fotografie abstractă.”
Barbara Kasten, fotograf și profesor, a scris că „Fotografia abstractă contestă viziunea noastră populară asupra fotografiei ca imagine obiectivă a realității prin reafirmarea naturii sale construite... Eliberată de datoria sa de a reprezenta, fotografia abstractă continuă să fie un gen catchall pentru amestecul de medii și discipline. Este o arenă pentru a testa fotografia.”
Mai recent, artistul conceptual Mel Bochner⁠(d) a scris de mână un citat din Encyclopædia Britannica care spune că „Fotografia nu poate înregistra idei abstracte” pe un carnet de notițe, apoi l-a fotografiat și l-a tipărit folosind șase procese fotografice diferite. El a transformat cuvintele, conceptul și vizualizarea conceptului în artă în sine și, făcând acest lucru, a creat o operă care prezenta încă un alt tip de fotografie abstractă, din nou, fără a defini niciodată termenul în sine.

## Istoric

### Secolul al XIX-lea

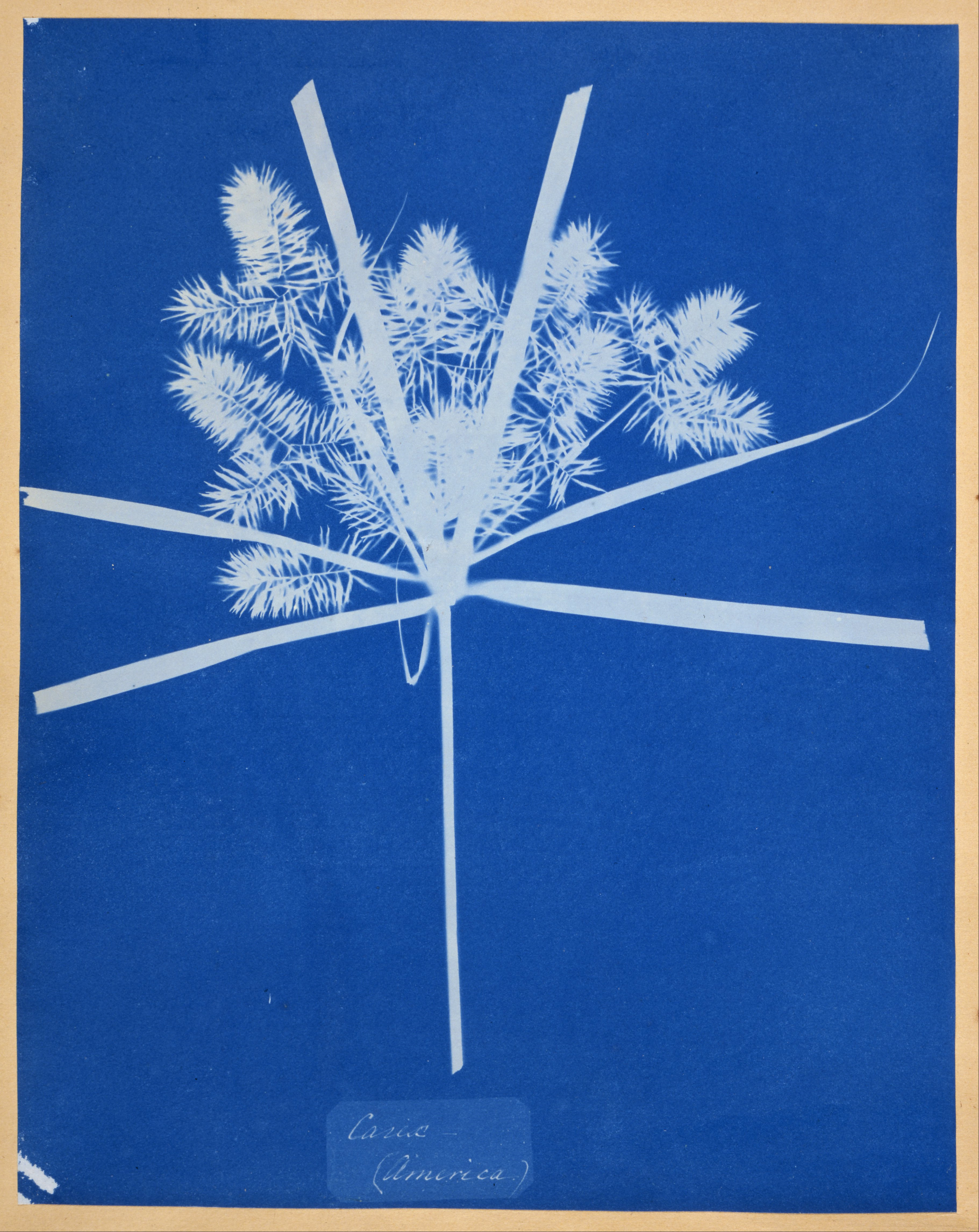
- Carex (America) - Google Art Project

Unele dintre primele imagini ale ceea ce poate fi numit fotografie abstractă au apărut în primul deceniu după inventare. În 1842, John William Draper⁠(d) a creat imagini cu un spectroscop care dispersa razele de lumină într-un model vizibil anterior neînregistrat. Tipăriturile pe care le-a făcut nu făceau nicio referire la realitatea lumii vizibile pe care alți fotografi o înregistrau la acea vreme și au demonstrat abilitatea fără precedent a fotografiei de a transforma ceea ce anterior fusese invizibil într-o prezență tangibilă. Draper a văzut imaginile sale mai degrabă ca înregistrări științifice decât ca artă, dar calitatea lor artistică este apreciată astăzi pentru statutul lor revoluționar și individualitatea lor intrinsecă.
O altă fotografă timpurie, Anna Atkins⁠(d) din Anglia, a auto-publicat o carte de fotograme realizate prin amplasarea algelor uscate direct pe hârtie cu cianotip. Destinate studiului științific, imaginile alb pe albastru au o calitate abstractă eterică datorită imagisticii negative și lipsei de context natural pentru plante.
Descoperirea radiației X în 1895 și a radioactivității în 1896 au provocat o fascinație publică pentru lucrurile care erau anterior invizibile sau nevăzute. Ca răspuns, fotografii au început să exploreze modul în care puteau surprinde ceea ce nu putea fi văzut de ochiul uman.
Aproximativ în aceeași perioadă, autorul și artistul suedez August Strindberg a experimentat supunerea soluțiilor saline pe plăcile fotografice la căldură și frig. Imaginile pe care le-a produs cu aceste experimente erau redări nedeterminate a ceea ce altfel nu se putea vedea și erau complet abstracte în prezentarea lor.
Aproape de sfârșitul secolului, Louis Darget din Franța a încercat să capteze imagini ale proceselor mentale prin apăsarea unor plăci neexpuse pe fruntea persoanelor și îndemnându-i să proiecteze imagini din mintea lor pe plăci. Fotografiile pe care le-a produs erau neclare și nedeterminate, dar totuși Darget era convins că ceea ce el numea „vibrații ale gândurilor” nu puteau fi distinse de razele de lumină.

### Secolul al XX-lea
În primul deceniu al secolului al XX-lea a existat un val de explorare artistică care a grăbit tranziția în pictură și sculptură de la impresionism și postimpresionism la cubism și futurism. Începând cu 1903, o serie de expoziții de artă anuale la Paris numite Salon d'Automne⁠(d) au introdus publicul în viziunea radicală a unor artiști precum Cézanne, Picasso, Marcel Duchamp, Francis Picabia, František Kupka și Albert Gleizes⁠(d). Un deceniu mai târziu, Armory Show din New York a creat scandal prin prezentarea unor lucrări complet abstracte de Kandinsky, Braque, Duchamp, Robert Delaunay și alții.
Interesul publicului și uneori repulsia față de arta abstractă fost remarcat în mod corespunzător de unii dintre fotografii mai creativi ai perioadei. Până în 1910, la New York, Alfred Stieglitz a început să prezinte pictori abstracți, precum Marsden Hartley⁠(d) și Arthur Dove⁠(d), la galeria sa de artă 291, care anterior expusese doar fotografii picturale. Fotografi precum Stieglitz, Paul Strand și Edward Steichen⁠(d) au experimentat cu subiecte reprezentative fotografiate în compoziții abstracte.
Primele imagini expuse public care sunt acum recunoscute ca fotografii abstracte au fost o serie numită Modele simetrice din forme naturale, prezentată de Erwin Quedenfeldt la Köln în 1914. Doi ani mai târziu, Alvin Langdon Coburn a început să experimenteze o serie numită Vortographs. În timpul unei perioade de șase săptămâni, în 1917, a realizat peste 20 de fotografii cu o cameră dotată cu o prismă cu mai multe fațete. Imaginile rezultate nu aveau legătură cu realitățile pe care le vedea și cu portretele și peisajele sale urbane anterioare. El a scris că „De ce camera nu ar trebui să arunce cătușele reprezentărilor contemporane...? De ce, vă întreb cu seriozitate, trebuie să continuăm să facem mici expuneri banale...?”
În anii 1920 și 1930, numărul de fotografi care au explorat imagini abstracte a crescut semnificativ. În Europa, Praga a devenit un centru de fotografie de avangardă, unde František Drtikol⁠(d), Jaroslav Rössler⁠(d), Josef Sudek⁠(d) și Jaromír Funke⁠(d) au creat fotografii influențate de cubism și futurism. Imaginile lui Rössler în special au depășit abstractizarea reprezentativă la abstracții pure de lumină și umbră.
În Germania și mai târziu în SUA, László Moholy-Nagy⁠(d), un lider al școlii moderniste Bauhaus, a experimentat calitățile abstracte ale fotogramei. El a spus că „cele mai uimitoare posibilități rămân să fie descoperite în materia primă a fotografiei” și că fotografii „trebuie să învețe să caute, nu «imaginea», nu estetica tradiției, ci instrumentul ideal de exprimare, vehiculul auto-suficient pentru educație”.
În acest timp, unii fotografi au depășit granițele imaginilor convenționale prin încorporarea de viziuni din suprarealism sau futurism în opera lor. Man Ray, Maurice Tabard⁠(d), André Kertész, Curtis Moffat⁠(d) și Filippo Masoero au fost câțiva dintre cei mai cunoscuți artiști care au produs imagini uimitoare care puneau la îndoială atât realitatea, cât și perspectiva.
Atât în timpul cât și după al Doilea Război Mondial, fotografi precum Minor White, Aaron Siskind⁠(d), Henry Holmes Smith⁠(d) și Lotte Jacobi⁠(d) au explorat compoziții de obiecte găsite în moduri prin care au demonstrat că și lumea noastră naturală are elemente de abstractizare încorporate în ea.
Frederick Sommer⁠(d) a explorat o nouă idee în 1950 fotografiind obiecte găsite pe care le-a rearanjat în mod intenționat, rezultând în imagini ambigue care puteau fi interpretate în multe feluri. A ales să denumească o anumită imagine enigmatică Lemnul Sacru, după eseul lui T.S. Eliot despre critică și sens.
Anii 1960 au fost marcați de explorări neinhibate în limitele mediilor fotografice de la acea vreme, începând cu artiștii care și-au asamblat sau re-asamblat imaginile proprii sau ale altora, precum Ray K. Metzker⁠(d), Robert Heinecken⁠(d) și Walter Chappell⁠(d).

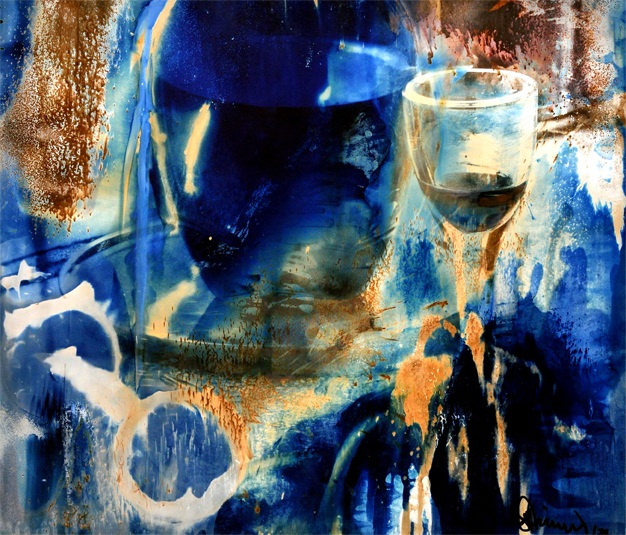
Josef H. Neumann: Chemograma Gustav I 1976

La mijlocul anilor 1970, Josef H. Neumann⁠(d) a dezvoltat chemograme, care sunt produse atât prin prelucrare fotografică, cât și prin pictură pe hârtie fotografică. Înainte de răspândirea calculatoarelor și utilizarea produselor software de procesare a imaginii, procesul de creare a chemogramelor poate fi considerat o formă timpurie de postproducție analogică, în care imaginea originală este modificată după procesul de mărire. Spre deosebire de lucrările de postproducție digitală, fiecare chemogramă este o operă unică.

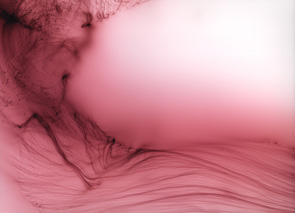
Wolfgang Tillmans - Freischwimmer 26, 2003

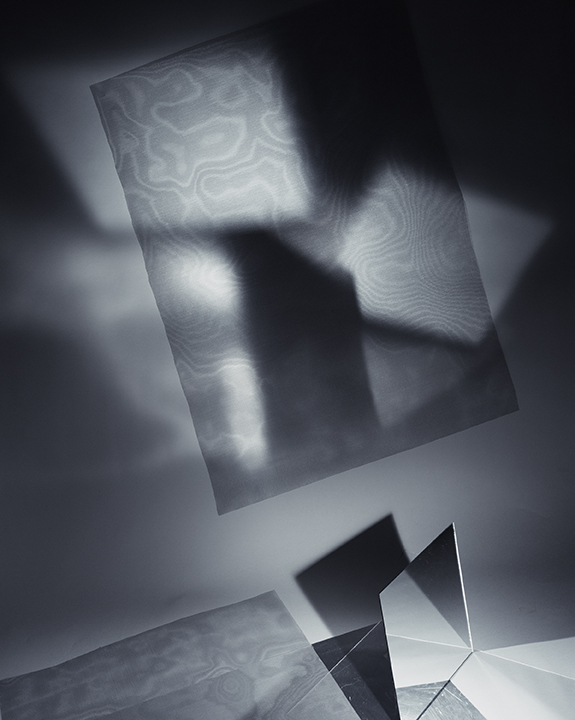
Barbara Kasten - Scene III, 2012

Începând cu sfârșitul anilor 1970, fotografii au întins limitele atât ale scării, cât și ale suprafeței a ceea ce era atunci suportul fotografic tradițional care trebuia developat într-o cameră întunecată. Inspirată de opera lui Moholy-Nagy, Susan Rankaitis⁠(d) a început mai întâi să încorporeze imagini găsite din manuale științifice în fotograme la scară largă, creând ceea ce a fost numit „un palimpsest care trebuie explorat aproape ca o săpătură arheologică”. Mai târziu, ea a realizat enorme construcții interactive ca niște galerii care au extins noțiunile fizice și conceptuale a ceea ce ar putea fi o fotografie. S-a spus că opera sa „imită fragmentarea minții contemporane”.
În anii 1990, un nou val de fotografi explorează posibilitățile de utilizare a calculatoarelor pentru a crea noi modalități de creare a fotografiilor. Fotografi precum Thomas Ruff⁠(d), Barbara Kasten⁠(d), Tom Friedman⁠(d) și Carel Balth⁠(d) au creat lucrări care combină fotografia, sculptura, tipărirea și imaginile generate pe computer.

### Secolul al XXI-lea
Datorită creșterii popularității și varietății calculatoarelor și a produselor software fotografice, fotografia abstractă nu mai este limitată de film și chimie. Granițele care existau între artiștii puri și fotografii puri au fost șterse de indivizi care lucrează exclusiv în fotografie produsă folosind calculatorul. Printre cei mai cunoscuți din generația de la începutul secolului al XXI-lea se numără Gaston Bertin, Penelope Umbrico⁠(d), Ard Bodewes, Ellen Carey⁠(d), Nicki Stager, Shirine Gill, Wolfgang Tillmans⁠(d), Harvey Lloyd și Adam Broomberg & Oliver Chanarin.